# Crisia crassipes
Crisia crassipes är en mossdjursart som beskrevs av Calvet 1906. Crisia crassipes ingår i släktet Crisia och familjen Crisiidae. Inga underarter finns listade i Catalogue of Life.